# Robert Steinberg
Robert Steinberg (Soroca, Bessarabië, 25 mei 1922 – Soroca Moldavië, 27 mei 2014) was een wiskundige die tot zijn emeritaat verbonden is geweest aan de Universiteit van Californië in Los Angeles.
Steinberg is de uitvinder van de Steinberg-representatie, de Steinberg-groep in de algebraïsche K-theorie en de Steinberg-groepen in de Lie-theorie die als resultaat eindige enkelvoudige groepen over eindige velden geven. Hij ontving zijn doctoraat in de wiskunde in 1948 aan de Universiteit van Toronto.
In 1966 was hij een van de sprekers op het Internationaal Wiskundecongres. In 1985 won hij de Steele-prijs en in hetzelfde jaar werd hij ook verkozen National Academy of Sciences. In 1990 won hij de Jeffery-Williams Prijs. In 1992 ging hij met emeritaat. .

## Publicatiess
- (en)  R. Steinberg, Collected Papers (Verzamelde weken), American Mathematical Society. (1997), ISBN 0-8218-0576-2. Inclusief een biografie.